# Ali Beg Dhul-Kadr
Ala al-Dawla Bozkurt fou emir d'Elbistan de la dinastia Dhul-Kadr, fill de Shah Suvar i successor del seu oncle Ala al-Dawla Bozkurt, al qual va derrotar i matar el 1515 amb l'ajut del soldà otomà Selim I.
Ja abans era governador d'un sandjak otomà i estava totalment supeditat a la política otomana. Va participar en la campanya egípcia de Selim I i va tenir un paper clau en la repressió de la revolta djalalita i de la dels Janbirdi; els seus èxits sembla que van molestar a Ferhad Pasha que va aconseguir del soldà Solimà I el permís per matar-lo junt amb la seva família, crim que es va produir el juliol del 1522. Junt amb Alí van morir els seus fills Sari Arslan i Diwaye Weled i almenys dos altres fills de noms desconeguts; no s'indica la sort de la dona o dones i filles. L'emirat fou convertit en el beglegbeglik de Dhul-Kadriyya amb seu a Maraix.